# Аллеппі
Алле́ппі — місто в індійському штаті Керала. Є адміністративним центром однойменного округу.

## Демографія
За даними перепису 2001 року у місті проживали 177 079 осіб, з яких чоловіки становили 48 %, жінки — відповідно 52 %. Рівень писемності дорослого населення становив 84 % (за загальноіндійського показника 59,5 %).
| Індія | Це незавершена стаття з географії Індії. Ви можете допомогти проєкту, виправивши або дописавши її. |